# Somogyjád
Somogyjád es un pueblo ubicado en el distrito de Kaposvár, en el condado de Somogy, Hungría.

## Superficie
Posee una superficie de 25,06 kilómetros cuadrados.

## Demografía
Hasta 2019 la población era de 1519 habitantes, con una densidad de población de 60,61 habitantes por kilómetro cuadrado.